# Remproef
Onder een remproef wordt bij de spoorwegen verstaan een veiligheidshandeling waarbij de doorverbindingen van de remleidingen na het aan- of afkoppelen van een of meer treindelen worden gecontroleerd. Na elke verandering van de samenstelling van een trein is men verplicht een remproef te doen. Dit geldt voor alle typen koppeling, zowel de klassieke schroefkoppelingen als automatische koppelingen.
De kwaliteit van de remsystemen zelf wordt bij het periodieke onderhoud in de werkplaatsen gecontroleerd. Bij de remproef gaat het slechts om controle van de correcte doorverbindingen tussen de rijtuigen, wagons of treinstellen na wijzigingen van de treinsamenstelling.

## Procedure
Een medewerker van het spoorbedrijf (bijvoorbeeld een rangeerder) gaat bij het einde van de trein staan. Hij geeft de machinist een signaal dat hij de remmen moet aantrekken. Als de rangeerder ziet dat de remmen van de achterste as aangetrokken zijn, krijgt de machinist de opdracht de remmen los te doen. Als ook dat geslaagd is, krijgt hij een derde signaal dat alles in orde is en de trein is vrijgegeven voor vertrek.
Of de remmen goed aangetrokken of los zijn, beoordeelt de rangeerder bij klassieke blokkenremmen door te kijken of de remblokken al dan niet tegen de velgen zitten. Bij treinen met schijfremmen (zoals de modernere treinstellen) is dit vanaf het perron niet te zien; deze treinen hebben daarom onderaan de zijwand, in de buurt van de draaistellen, een klein venstertje met daarachter een schuifje. Is dat schuifje rood, dan zitten de remmen vast; is het groen, dan zijn de remmen los.
Deze remproefopdrachten kunnen op verschillende wijzen worden gegeven. Klassiek is de hamer met een lange steel, waarmee de rangeerder één klap op een van de achterste buffers geeft voor het aantrekken van de remmen; twee klappen betekent ‘remmen los’, en drie klappen betekent ‘goedgekeurd’. Die klappen galmen door de hele trein heen en zijn voor de machinist hoorbaar. Werd op een bepaalde plaats vaak een remproef verricht, dan kreeg de machinist lichtsignalen via een seinkastje: één lamp is ‘remmen vast’, twee lampen is ‘remmen los’, drie lampen is ‘goedgekeurd’. De lichten werden op afstand geschakeld door de rangeerder, met behulp van een schakelkastje in de buurt van het einde van de trein. Deze werkwijze was bijvoorbeeld regelmatig te zien op stations als Utrecht CS en Zwolle, omdat treinen van en naar Den Haag/Rotterdam naar en van Leeuwarden/Groningen tussen Utrecht en Zwolle als één trein rijden (als zogenaamde vleugeltrein). Hoewel de remproefseinkastjes op sommige stations nog steeds staan, worden deze nergens meer gebruikt en gesaneerd bij werkzaamheden.